# Chae (cognome)
Chae (채?, 菜, 蔡, 采?) è un cognome di lingua coreana.

## Possibili trascrizioni
Ch'ae, Chai, Che, Chea.

## Origine e diffusione
Il censimento sudcoreano del 2000 ha rilevato 119.251 persone con il cognome Chae. Può essere scritto con uno tra tre hanja, indicando diversi lignaggi. In uno studio del Istituto nazionale per la lingua coreana sulla base dei dati della domanda di passaporti sudcoreani del 2007, si è riscontrato che l'87,8% delle persone con questo cognome lo scriveva in lettere latine come Chae sui loro passaporti; il 7,5% lo scriveva come Chai, il 2,8% come Che e l'1,7% come Chea.
Si tratta del 46º cognome per diffusione in Corea secondo i dati del Korean National Statistics Office del 2015. Nel Paese è portato da circa 131757 persone.

## Persone
- Chae Ji-hoon – ex pattinatore di short track sudcoreano
- Chae Jung-an – attrice e cantante sudcoreana
- Chae Ri-na – cantante sudcoreana
- Chae Soo-bin – attrice sudcoreana
- Chae Tu-yong – calciatore nordcoreano